# Philip Houben (politicus)
Philippus Josephus Ignatius Maria (Philip) Houben (Den Haag, 29 januari 1941 – Maastricht, 23 april 2017) was een Nederlands burgemeester en bestuurder. Hij was onder andere burgemeester van Maastricht.

## Levensloop
Houben was een telg uit het patricische geslacht Houben. Hij was de zoon van gouverneur van Limburg Frans Houben en een jongere broer van diplomaat Piet-Hein Houben en politiek bestuurder Frank Houben. Hij groeide op in Maastricht. Houben was lid van achtereenvolgens de Katholieke Volkspartij (KVP) en het Christen-Democratisch Appèl (CDA).
In april 1972 werd Houben burgemeester van de toenmalige Friese gemeente Haskerland en zeven jaar later werd hij voorzitter van het gewest Twente. Van 1985 tot 2002 was hij burgemeester van Maastricht. Hij was de opvolger van Fons Baeten en werd op zijn beurt opgevolgd door Gerd Leers.
Houben was tijdens zijn burgemeesterschap van Maastricht in 1991 gastheer van een 'Eurotop', een topconferentie van Europese regeringsleiders, die een jaar later tot het Verdrag van Maastricht leidde, en tien jaar later tot de invoering van de Euro. Ook haalde hij in het begin van de jaren 1990 het nieuws vanwege het 'schoonvegen' van een openbare verblijfsplaats voor verslaafden in het Maastrichtse stadsdeel Wyck, aan de Kleine Griend (destijds lokaal bekendstaand als het ""junkenpark").
Philip Houben overleed in 2017 op 76-jarige leeftijd aan kanker na een kortstondig ziekbed.

## Trivia
Houben had veel gevoel voor theater en cabaret. Dit bleek onder andere uit zijn jaarlijkse optredens tijdens de sleuteloverdracht op de zaterdag voor carnaval op het stadhuis in Maastricht
- Nederlandse Thesaurus van Auteursnamen: 075038331
- Virtual International Authority File: 282745191
- WorldCat: E39PBJbRj6mRcrtvRt8xGxBtrq